# Frisk luft
Frisk luft är ett av de 16 nationella miljömål som Sveriges riksdag fattade beslut om i april 1999. Riksdagens egen definition av detta mål är att "Luften ska vara så ren att människors hälsa samt djur, växter och kulturvärden inte skadas". Som stöd för miljömålsuppföljningen har ansvarig myndighet i varje miljömål tagit fram olika indikatorer, dessa ska verka som ett redskap för att snabbt och översiktligt ge en bild över miljöutvecklingen och möjligheterna att nå de mål som är framtagna.
Skadeverkningar hos luftföroreningar har vid en rad olika undersökningar, som sträcker sig flera decennier bakåt, visat negativa hälsoeffekter vid allt lägre nivåer. Därmed har även synen skärpts på hur viktigt det är att följa upp luftföroreningars påverkan. Särskilt viktiga källor till luftföroreningar är vägtrafik och vedeldning.

## Indikatorer i miljömålet frisk luft
- Allergiker/astmatiker och luftföroreningar
- Bensen i luft
- Besvär av bilavgaser
- Besvär av vedeldningsrök
- Kvävedioxid i luft
- Marknära ozon i luft
- Partiklar i luft
- Påverkan på runinskrifter
- Svaveldioxid i luft
- Utsläpp av flyktiga organiska ämnen
- Utsläpp av partiklar PM2,5

## Betydelsen av målet

### Påverkan hos människor
Naturvårdsverket hävdar att luftföroreningar orsakar mer än 3 000 för tidigare dödsfall varje år i Sverige. Föroreningarna orsakar bland annat hjärt- och kärlsjukdomar, men utsattheten medför även att ca 600 ungdomar växer upp med nedsatt lungfunktion samt att mellan 200 och 300 personer får lungcancer varje år.

### Försurning
Antropogen försurning kallar vi den försurning som sker till följd av människans påverkan. Försurningen påverkar inte bara marken, genom att pH-värdet sjunker, utan hittar sig även ut till våra hav där vattnet binder koldioxid och bildar kolsyra, som successivt gör haven surare och bör ses som ett allvarligt hot mot havens ekosystem.

### Marknära ozon
Ozongas kan leda till irritation i andningsvägarna och astmatiker kan till och med få andningsproblem. Ökande bevis visar på att långsiktig utsatthet för ozon har en bidragande effekt på uppkomst av astma och förkortad livslängd. Marknära ozon påverkar även växtlighet där man bland annat kan se skador och förkortad livsläng hos blad.

#### Uppkomst av marknära ozon
Marknära ozongas bildas när kvävedioxid bryts ner av UV-strålning och frigör syre i form av fria radikaler. Syreradikalerna tas sedan upp av syrgas och bildar ozon.

## Myndigheternas implementering
Miljömålen fördelas ut till åtta centrala myndigheter
- Naturvårdsverket
- Kemikalieinspektionen
- Strålsäkerhetsmyndigheten
- Havs- och vattenmyndigheten
- Sveriges geologiska undersökning
- Skogsstyrelsen
- Jordbruksverket
- Boverket

### Uppföljning
Myndigheternas jobb är sedan att följa upp och utvärdera sina respektive mål. De samarbetar ihop med kommuner, organisationer och företag för att utveckla arbetet med miljömålen.
Kommunerna spelar en viktig roll i arbetet. Med deras ansvar för lokal utveckling kan planering av infrastruktur, trafiksystem, energi- och vattenförsörjning, bebyggelse med mera göras i enlighet med de mål som myndigheterna tar fram.

### Katalysatorn
Ett historiskt mål i Sverige är t.ex. katalysatorn, som blev obligatoriskt på bensindrivna personbilar enligt lag 1989.